# کیوسرا

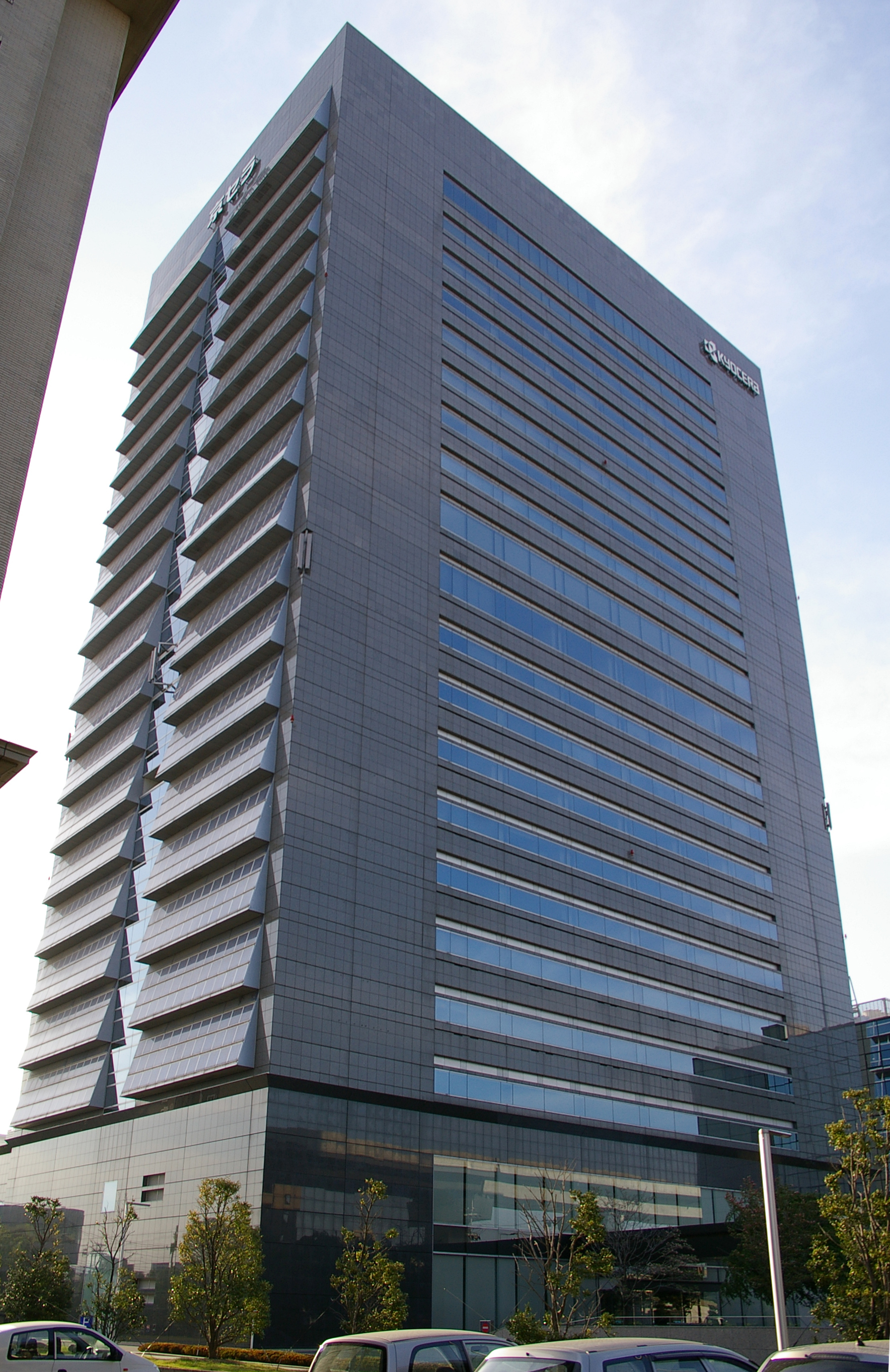
ساختمان مرکزی کیوسرا، در شهر توکیو

کیوسرا (به انگلیسی: Kyocera) شرکت تجهیزات الکترونیکی و سرامیکی ژاپنی است، که دفتر مرکزی آن در منطقه فوشیمی-کو، شهر کیوتو، ژاپن قرار دارد.
این شرکت در سال ۱۹۵۹ با نام شرکت سرامیک کیوتو توسط کازاو ایناموری تأسیس شد و در سال ۱۹۸۲ به کیوسرا تغییر نام داد. شرکت کیوسرا به تولیدات خود، در مواد سرامیکی تنوع بخشید، همچنین از استراتژی مالکیت و ادغام شرکت‌ها نیز استفاده نمود، که این سیاست‌ها در مجموع به توسعه این شرکت انجامید.
شرکت ژاپنی کیوسرا تولیدکننده انواع سرامیک‌های صنعتی، سیستم‌های تولید انرژی خورشیدی، تجهیزات مخابراتی، تجهیزات تصویربرداری، قطعات الکترونیکی، پکیج‌های نیمه‌رسانا، ابزارهای برش، تجهیزات پزشکی و دندان‌پزشکی می‌باشد.
این شرکت در سال ۲۰۰۰ بخش ارائه‌دهنده خدمات تلفن همراه شرکت کوالکام را خریداری نمود. سپس در سال ۲۰۰۸ بخش تولید تلفن‌های همراه شرکت سانیو را نیز بدست آورد و هم‌اکنون در زمینه تولید گوشی‌های تلفن همراه فعالیت می‌نماید، همچنین به‌عنوان یکی از اپراتورهای تلفن همراه در ایالات متحده آمریکا، کانادا و آمریکای لاتین محسوب می‌شود.
بخشی از سهام شرکت کیوسرا در بازارهای بورس نیویورک و بورس توکیو معامله می‌شود. شرکت کیوسرا از سال ۲۰۰۵ تا ۲۰۰۸ حامی مالی (اسپانسر) باشگاه فوتبال ریدینگ انگلیس بود و در حال حاضر به‌عنوان اسپانسر باشگاه فوتبال اتلتیکو مادرید اسپانیا، فعالیت می‌کند.